# کویهایکیو، شیلی
کویهایکیو، شیلی (به اسپانیایی: Coyhaique) یک سکونتگاه مسکونی در شیلی است که در Coyhaique Province واقع شده‌است.

## خصوصیات
کویهایکیو ۷٬۳۲۰٫۵ کیلومترمربع مساحت و ۵۳٬۷۱۵ نفر جمعیت دارد و ۳۰۲ متر بالاتر از سطح دریا واقع شده‌است.